# The Person and the Challenges. The Journal of Theology, Education, Canon Law and Social Studies Inspired by Pope John Paul II
The Person and the Challenges. The Journal of Theology, Education, Canon Law and Social Studies Inspired by Pope John Paul II – czasopismo naukowe wydawane Wydział Teologiczny Sekcja w Tarnowie Uniwersytetu Papieskiego Jana Pawła II w Krakowie. Pierwszy numer czasopisma ukazał się w 2011 r. Od początku swojego istnienia periodyk wydawany jest jako półrocznik. Celem czasopisma jest „upowszechnianie międzynarodowych badań w zakresie teologii, edukacji, prawa kanonicznego i studiów społecznych inspirowanych osobą i nauczaniem papieża Jana Pawła II”.
Redaktorem naczelnym pisma jest ksiądz prof. dr hab. Józef Stala.

## Punktacja czasopisma
W wykazie czasopism naukowych Ministerstwa Edukacji i Nauki z 9 lutego 2021 r. półrocznik uzyskał 70 punktów.